# Neuzina

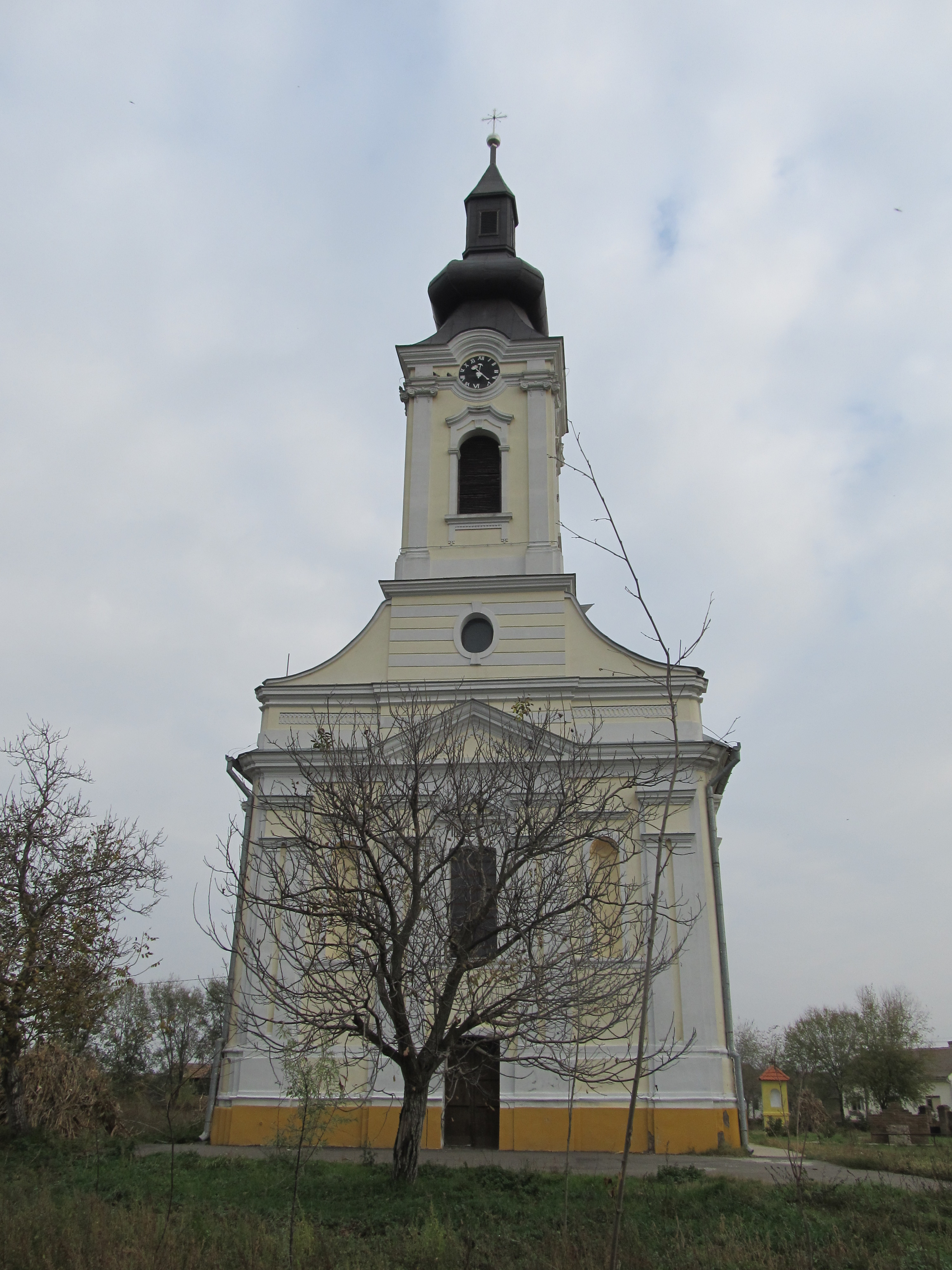
L'église orthodoxe Saint-Nicolas de Neuzina.

Neuzina (en serbe cyrillique : Неузина ; en hongrois : Nezsény) est une localité de Serbie située dans la province autonome de Voïvodine. Elle fait partie de la municipalité de Sečanj dans le district du Banat central. Au recensement de 2011, elle comptait 1 201 habitants.
Neuzina est officiellement classée parmi les villages de Serbie. 

## Démographie

### Évolution historique de la population
| 1948  | 1953  | 1961  | 1971  | 1981  | 1991  | 2002  | 2011  |
| ----- | ----- | ----- | ----- | ----- | ----- | ----- | ----- |
| 2 582 | 2 593 | 2 401 | 1 955 | 1 657 | 1 502 | 1 371 | 1 201 |

|  |